# Kolofónium

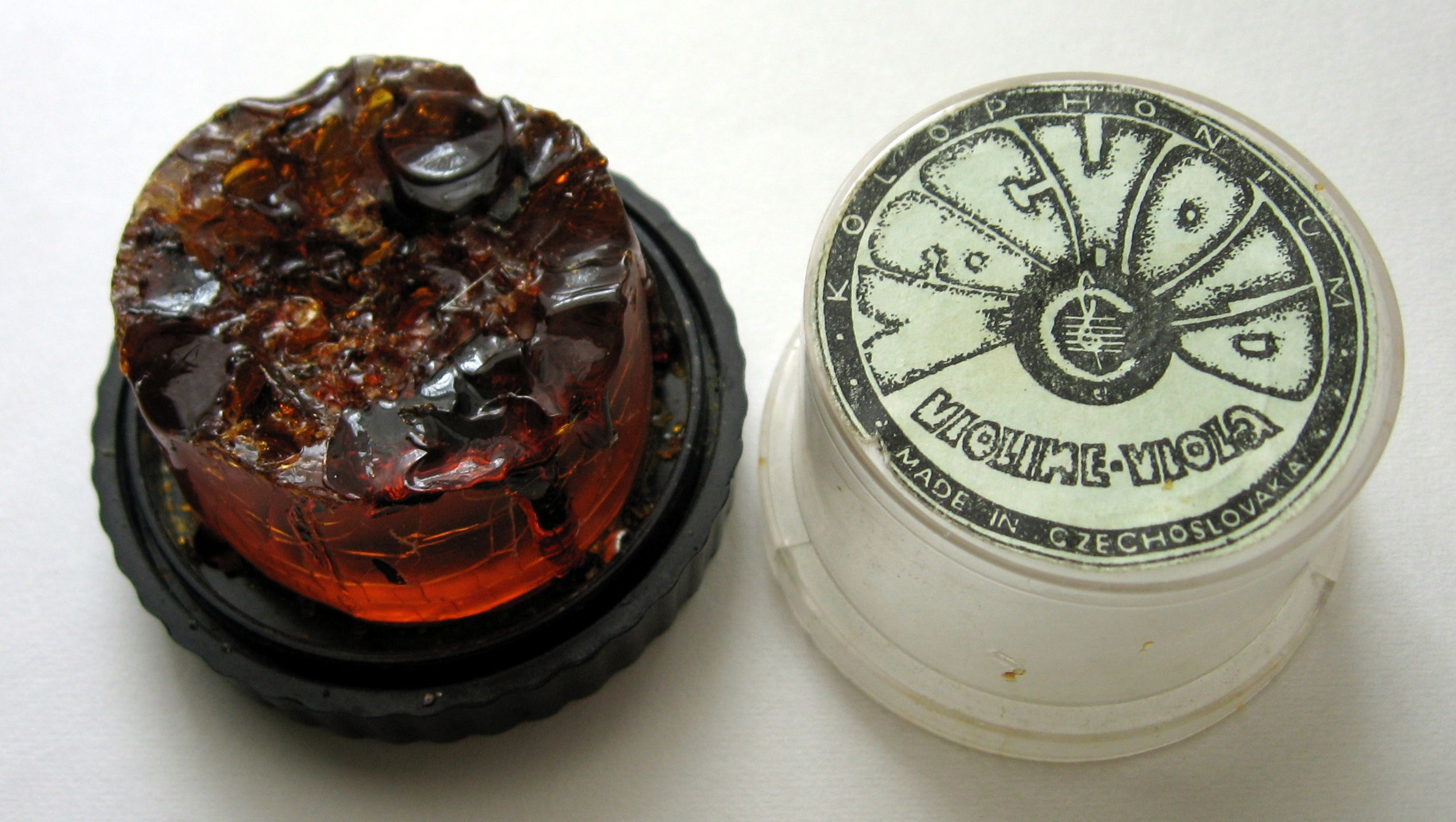
Hegedű húrozásához gyártott gyantapogácsa

A kolofónium (avagy hegedűgyanta) a burgundi szurokból (tisztított fenyőgyantából) finomított gyanta. Nevét Kolophón lüdiai városról kapta.

## Fizikai tulajdonságai
Sárga vagy barna, áttetsző vagy átlátszó, szagtalan, amorf anyag. Hidegen kagylósan törik, könnyen porítható; friss törési felülete üvegfényű. 
Kb. 70°C-on meglágyul, vízfürdőn melegítve 130°C-on pattogzás nélkül tiszta, sűrű folyadékká olvad. 

## Kémiai tulajdonságai
Fő alkotórészei a gyantasavak — olyannyira, hogy kb. 95 %-a abietinsav.
Maradék nélkül oldódik:
- alkohol és ecetsav 1:1 elegyében,
- éterben,
- szénkénegben,
- benzolban,
- különféle olajokban;

szeszes oldata a vízzel megnedvesített lakmuszpapírt megvörösítik.
Erősebben hevítve bomlani kezd és nehéz, fehér, aromás gőzöket bocsát ki.
Forró lúgokkal reagálva gyantaszappanokká alakul.

## Előállítása
A fenyőgyanta lepárlásának maradéka.

## Felhasználása
Legismertebb felhasználása a vonós hangszerek (pl. hegedű) vonóinak gyantázása, ezen felül folyatószerként elektronikai forrasztásnál is használatos.